# Achanarraspis reedi
Achanarraspis reedi ist eine ausgestorbene Art aus der Ordnung Chasmataspidida der Kieferklauenträger (Chelicerata).

## Merkmale
Das Prosoma ist deutlich größer als das Preabdomen, fast trapezförmig und verläuft seitlich in kleine Stacheln. Das Preabdomen ist breit mit abgerundeten Seitenrändern, eine Segmentierung ist nur schwer zu bestimmen, aber schwache, geschwungene Querlinien im Fossil sind wahrscheinlich die Tergitgrenzen. Das Postabdomen ist lang, verjüngt sich nach hinten und endet in einem kurzen Telson.

## Etymologie
Der Gattungsname Achanarraspis setzt sich zusammen aus Achanarras, nach dem Fundort, und dem griechischen Wort aspis für Schild. Eigentlich sollte die Gattung auf Grund der Ähnlichkeit mit Forfarella Achanarrella heißen, dies wurde aber wegen der Verwechslungsgefahr mit dem Kieferlosen Achanarella verworfen. Das Artepitheton wurde zu Ehren von John Reed gewählt, welcher das einzige Exemplar dieser Art fand.

## Fundort
Es wurde nur ein Exemplar dieser Art im Achanarras-Steinbruch in der Grafschaft Caithness in Schottland gefunden. Der Holotyp befindet sich nun in der University of Aberdeen.

## Systematik
Achanarraspis reedi ist ein Vertreter der Familie Diploaspididae aus der Ordnung Chasmataspidida.